# Antic hospital d'Anglesola
L'Antic hospital d'Anglesola és un edifici d'Anglesola (l'Urgell) inclòs a l'Inventari del Patrimoni Arquitectònic de Catalunya.

## Descripció
Edifici de planta rectangular amb els murs de pedra arrebossada i una teuleria àrab allindanada. Presenta un grau de deterioració important, tant pel que fa a la seva façana com a l'interior.
La façana presenta dues plantes i les golfes. A la planta baixa s'obren cinc obertures, tres a la part central en forma de finestra rectangular, les quals estan tapiades amb maons, i als laterals hi ha dues portes més també allindanades, amb un esglaó a la part inferior.

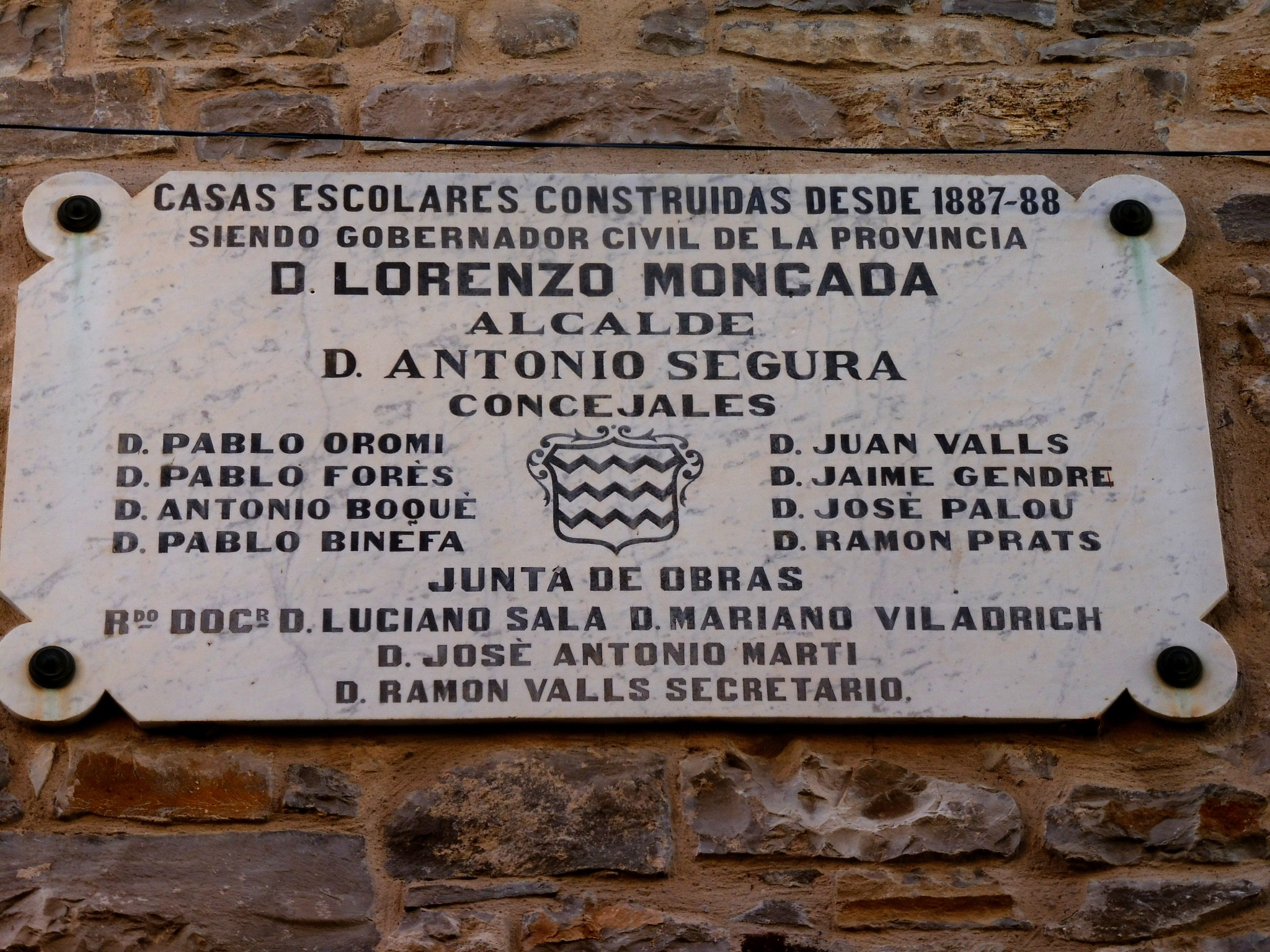
Placa commemorativa

A la zona central de la façana, concretament entre la planta baixa i el primer pis hi ha una placa commemorativa de la inauguració de les primeres escoles públiques de la vila, que segons diversos autors foren considerades, durant molts anys, com un model de centre docent de la província de Lleida. Hi ha escrit el següent: "Casas escolares construidas desde 1887-88 siendo governador de la provincia D. LORENZO MONCADA Alcalde D. ANTONIO SEGURA concejales. D. Pablo Oromí. D. Pablo Flores. D. Antonio Boqué. D. Pablo Binefa. D. Juan Valls. D. Jaime Gendre. D. José Palou. D. Ramon Prats. Junta de obras: Rº Doc D. Luciano Sala. D. Mariano Viladrich. D. José Antonio Martí. D. Ramon Valls Secretario."
És una placa informativa, ja que dona els noms de l'alcalde i dels regidors d'aquella època i dona fe un edifici destinat a cases escolars.
La primera planta és en forma de grans finestrals també allindanats, concretament cinc, tots idèntics. No presenten cap decoració, solament el basament situat a la part baixa de l'obertura.
Finalment, just sota la coberta hi ha les petites obertures de les golfes de l'edifici. Són de forma circular i de reduïdes dimensions. Les tres plantes segueixen un esquema simètric on les citades obertures estan estratègicament col·locades unes al damunt de les altres.

## Història
A mitjans del segle xii Arnau Berenguer d'Anglesola fundà un hospital per a pobres i peregrins. El seu fill Bernat d'Anglesola l'any 1182 confià el govern de l'hospital al P. Esteve Abat de Poblet.
El 1188, els nobles d'Anglesola, Berenguer I d'Anglesola i la seva muller Anglesa, posen el seu govern en mans de Guillem de Vetula de l'Ordre dels Trinitaris. Així, com Jaume I els afavorí amb molts privilegis, els senyors d'Anglesola feren el mateix amb el monestir el qual tingué molta activitat durant els segles xiii i XIV.
L'any 1398 l'Hospital se separa del Convent dels Trinitaris i es va dedicar a Sant Martí Montsant, bisbe de Tours, en recordança del pelegrí Martí de Montsant. Per això aquest hospital també fou anomenat "Hospital de Sant Martí".
Aquest edifici es creà per a la formació cristiana del jovent del poble. Es creà la congregació de la Immaculada, de Sant Lluís i Sant Joan Evangelista. D'aquí es formà un sindicat i una caixa rural.
De tot aquest moviment optimista sorgí l'Escola de la Santa Creu i més tard, amb finalitats agrícoles, més professionals, el Sindicat Agrícola.